# 1415
Năm 1415 là một năm trong lịch Julius.